# José Andino Núñez
José Andino Núñez (Briviesca, província de Burgos, 1895 - ?) fou un polític falangista espanyol, procurador en Corts i governador civil de Castelló durant els primers anys del franquisme.
Considerat un camisa vella, era afiliat a la Falange Española abans de la guerra civil espanyola i n'havia estat conseller nacional el 1935. El cop d'estat del 18 de juliol de 1936 el va sorprendre a la presó de Burgos, d'on fou alliberat per organitzar les esquadres de falangistes que van posar-se al costat dels militars revoltats. Quan es va produir el Decret d'Unificació es va donar de baixa per la seva hostilitat al carlisme, però poc després es va reincorporar a la FET de las JONS i fou nomenat delegat i inspector al Ministeri d'Agricultura. L'octubre de 1941 fou nomenat governador civil de Castelló. Des del seu càrrec va intentar estendre l'afiliació a la FET de las JONS a tota la província, cosa que sovint l'enfrontà als carlins. Va deixar el càrrec l'octubre de 1946. Després fou membre del Consell Nacional del Movimiento per Burgos i procurador a Corts (1955-1958).
L'agost de 1965 fou condecorat amb la Medalla de Plata al Mèrit en el Treball.